# Esmeralda (telenovela venezolana)
Esmeralda es una telenovela venezolana de los años 70, realizada por el canal Venevisión en el año 1970. Original de la escritora cubana Delia Fiallo, fue producida por el productor peruano José Enrique Crousillat y protagonizada por Lupita Ferrer y José Bardina.

## Trama
Rogelio Peñalver es un hombre rico que lo tiene todo, menos lo más que anhela, tener un hijo varón. Su esposa Blanca ha tratado de darle un hijo, pero ha perdido varios, sabe que el futuro de su matrimonio depende de darle un hijo a su esposo. En una noche de tormenta, Blanca da a luz a una niña que no da señales de vida. Chana, su fiel criada y la partera Dominga deciden cambiar a la niña por un niño que acaba de nacer cerca de allí, cuya madre murió durante el parto. 
Dominga se lleva a la niña y al llegar a su humilde choza descubre que la niña está viva, pero es ciega. Chana le dio como pago a Dominga unos aretes de esmeraldas, por lo que decide llamar a la niña Esmeralda. Una noche, Dominga se queda dormida con un cigarro encendido y la choza se quema. La pequeña Esmeralda es salvada por el médico del pueblo Marcos Malavé, quien sufre graves quemaduras en su rostro y cuerpo. El doctor Malavé decide vivir como un ermitaño, educa a Esmeralda, se enamora y se quiere casar con ella. Pero, en uno de sus paseos por el campo, Esmeralda conoce a Juan Pablo Peñalver, el hijo de Rogelio Peñalver y se enamoran. Tanto Rogelio como el doctor Malaver se opondrán a su amor. Ambos jóvenes tendrán que vencer muchos obstáculos hasta lograr ver realizado su amor y casarse.
Luego de consumado el matrimonio, el doctor Malavé, al sentirse herido y despreciado por Esmeralda, decide raptarla. Durante su cautiverio, Esmeralda se entera de que está embarazada y que ella es en realidad la verdadera hija de Rogelio Peñalver. Juan Pablo le pide el divorcio y ella, ahora una dama adinerada, huye a la capital. Allí encuentra un nuevo amor, el doctor Jorge Lazcano, un oftalmólogo que ofrece operarla de la vista; le realiza una intervención quirúrgica y Esmeralda, quien ahora puede ver, decide volver a su pueblo rural. El doctor Malavé se halla muy enfermo y en su lecho de muerte, confirma que el hijo de Esmeralda es en realidad de Juan Pablo.

## Elenco
- Lupita Ferrer como Esmeralda Rivera
- José Bardina como Juan Pablo Peñalver
- Ada Riera como Graciela Peñalver
- Eva Blanco como Blanca de Peñalver
- Ivonne Attas como Silvia Zamora
- Esperanza Magaz como Dominga
- Orángel Delfín como Marcos Malaver
- Néstor Zavarce como Adrián Lucero
- Hugo Pimentel como Rogelio Peñalver
- Hilda Breer como Sara de Peñalver
- Lolita Álvarez como Chana#2
- Caridad Canelón como Florcita Lucero
- Elena Farias como Purita
- Humberto García como Dr. Jorge Lazcano
- Sonia Glenn como Purita
- Lucila Herrera como Hortensia
- Libertad Lamarque como Sor Piedad
- Martha Lancaster  como enfermera Alicia/Sara de Peñalver en algunos capítulos
- Carlos Subero como Fermín
- Martín Lantigua como Bobo Alipio
- José Oliva como Trinidad
- Soraya Sanz como Coral
- Lilian Ontiveros como Muchacha
- Jean Polanco como Elio
- Oscar Mendoza
- Cristina Fontana como Chana #1/
- Alfonso Urdaneta
- Aura Sulbaran
- Enrique Alzugaray
- Hermelinda Alvarado
- Ricardo Blanco
- Chela D'Gar como Doña Pía
- Fernando Flores
- Francisco Beltran
- Jesús Maella
- Jorge Reyes como Dr. Zamora
- Sonia Noemí González como Amiga de Graciela

## Producción
- Libreto de: Delia Fiallo
- Coordinación: Richard Núñez
- Producción y Dirección: Grazio D'Angelo

## Versiones
- Topacio, realizada por RCTV en el año 1985, producida por Jorge Gherardi y Omar Pin y protagonizada por Grecia Colmenares y Víctor Cámara.[1]
- Esmeralda, realizada por Televisa en 1997, producida por Salvador Mejía y protagonizada por Leticia Calderón y Fernando Colunga.
- Esmeralda, realizada por SBT en 2004, producida por Henrique Zambelli y protagonizada por Bianca Castanho y Cláudio Lins.
- Sin tu mirada, realizada por Televisa en 2017, producida por Ignacio Sada Madero y protagonizada por Claudia Martín y Osvaldo de León.

## Información
- Fue la primera telenovela producida por Venevisión en ser distribuida y vendida a otros países.[2]